# КТ-112
КТ-112 «Кадет» (первоначальное название — «Ангел») — украинский лёгкий многоцелевой вертолёт, разработанный КБ «Вертикаль» в 1999—2002 годах. Серийное производство планировалось развернуть на авиационном заводе «Тюссе» в посёлке Бородянка, Киевская область. Представляет собой клёпанную цельнометаллическую конструкцию обтекаемой формы с двумя поршневыми двигателями ROTAX 912 ULS.
Вертолёт КТ-112 «КАДЕТ» является многоцелевым и может быть использован в следующих вариантах:
- пассажирский — для перевозки двух (трёх при меньшем запасе топлива) пассажиров и багажа;
- санитарный, предусматривающем перевозку одного больного на носилках и одного сопровождающего медработника;
- учебный — для первоначальной подготовки пилотов, используя сдвоенное управление;
- сельскохозяйственный;
- патрульный.

## История
- Январь 2000 года – техническое задание на вертолёт.
- Ноябрь 2000 года – эскизный проект.
- Март 2002 года – окончание технического проекта, изготовление динамического стенда (ДС-112).
- 18 января 2003 года – первый полёт.
- Октябрь 2003 года – ОКБ «Авиаимпекс» переименовано в КБ «Вертикаль».
- Апрель 2004 года – изготовлен первый опытный лётный экземпляр, который получил Сертификат летной годности экспериментальной категории и государственный регистрационный номер UR-VRT.
- Сентябрь 2006 года – принято решение о создании в пгт Бородянка вертолётного завода.
- 3 сентября 2007 года – зарегистрировано ООО Авиазавод  «Тюссе» в пгт Бородянка Киевской области.
- 5 мая 2008 года – предприятие посетил Президент Украины Виктор Андреевич Ющенко[1]. Президент подписал указ о всестороннем содействии, дальнейшей финансовой поддержке и госзаказе на вертолёт, а Кабинет Министров Украины внес вертолёт в перечень приоритетов в Стратегии развития украинской авиапромышленности на период до 2020 года. Ожидалась закупка вертолётов для Минобороны Украины в количестве 60 штук, 52 машины для МВД Украины, 23 — для киевских властей. В результате только до 2010 года госзаказ должен был составить около 115 млн гривен[2].
- В мае 2010 года хозяйственный суд Киева открыл дело о банкротстве ООО КБ «Вертикаль».
- В июне 2010 года Генеральная прокуратура Украины возбудила уголовное дело в связи с незаконной растратой 27,2 млн гривен, которые были выделены коммерческой компании КБ «Вертикаль» из государственного бюджета[3].

В 2010 году проект прекратил свое существование. Часть инженерной команды, в 2017 году создала собственную компанию «Авиационная компания „Вектор“», где продолжила работу над полностью обновлённым двухмоторным вертолетом ВМ-4 «Шмель».

## Конструкция
КТ-112 «КАДЕТ» построен по классической одновинтовой схеме с трёхлопастным несущим и двухлопастным рулевым (диаметр 1,2 м) винтами. Вертолёт относится к категории В по классификации АП-27.
Конструкция фюзеляжа смешанная. Хвостовая балка имеет полумонококовую конструкцию. Лопасти винтов выполнены из композитных материалов. Оперение имеет Т-образную форму. Вертолёт оснащен неубирающимся полозковым шасси и хвостовой опорой (для передвижения по земле могут устанавливаться колёса).
Силовая установка состоит из двух поршневых двигателей ROTAX 912 ULS с комбинированной системой охлаждения вентиляторами (жидкостная для головок цилиндров и  воздушная для рубашек). Передача мощности на редуктор через центробежные муфты, которые автоматически включаются при раскрутке двигателей до 2000 об/мин. При отказе одного из двигателей возможно продолжение полёта на другом на скорости 80-100 км/час при полной взлетной массе. Трансмиссия неработающего двигателя отключается муфтой свободного хода.
Кабина четырёхместная, имеет большую площадь остекления и оснащена сдвоенным управлением. В санитарном варианте правый пост управления демонтируется.
Установленное на вертолёте оборудование позволяет эксплуатировать вертолёт только днем в простых метеорологических условиях. Возможна установка специального комплекса оборудования, позволяющего эксплуатацию ночью. В состав оборудования входит спутниковая навигационная система GPS MAP-195. Возможна установка дополнительного топливного бака на 75 кг.
Кабина КТ-112 «КАДЕТ» в пассажирском варианте имеет комфортабельный, со звукоизоляцией, светлый салон с мягкими сиденьями. Вертолёт может быть оборудован системой отопления и вентиляцией. Экипаж вертолёта состоит из одного лётчика. Максимальная скорость горизонтального полета при взлетной массе 925 кг составляет 190 км/ч.

## Лётно-технические характеристики
Технические характеристики
- Пассажировместимость: 2 чел.
- Длина: 6,956 м
- Диаметр несущего винта: 8,216 м
- Высота: 2,475 м
- Нормальная взлётная масса: 925 кг
- Силовая установка: 1 ×

Лётные характеристики
- Максимальная скорость: 200 км/ч

## Эксплуатанты
- Украина